# Speckbacher (Film)
Speckbacher, auch bekannt unter dem Titel Die Todesbraut, ist ein 1912 entstandenes, patriotisches, österreich-ungarisches Stummfilm-Historiendrama aus der Zeit der Befreiungskämpfe in Tirol 1809. Die Darsteller gehörten der Exl-Bühne an, deren Chef  Ferdinand Exl spielte den Freiheitskämpfer und Titelhelden Josef Speckbacher.

## Handlung
Handlungsrahmen bzw. Handlungsort ist das von napoleonischen Truppen drangsalierte und besetzte Tirol des Jahres 1809. In Andreas Hofer und Josef Speckbacher sind aus der Mitte der Tiroler jedoch zwei mutige Männer hervorgetreten, die den Franzosen mit allen Mitteln Paroli bieten und die Fremdlinge aus dem Lande vertreiben wollen. Eine Episode aus diesem Befreiungskampf steht im Zentrum des Geschehens.
Eingebettet in dieses historische Umfeld wird die tragische Liebesgeschichte der Nichte Speckbachers, Katl, und ihrem Bräutigam Alois gezeigt. Gemeinsam mit Josef Speckbacher möchte Alois durch eine Kriegslist die von den französischen Soldaten besetzte Burg Kropfsberg bei Brixlegg zurückerobern. Dazu schleicht er sich als Spion auf die Burg. Er wird jedoch entdeckt und eingekerkert. Daraufhin verkleidet sich seine Katl als französischer Offizier, dringt ebenfalls auf Kropfsberg vor und befreit ihren kurz zuvor vom Pater Haspinger angetrauten Ehemann. Es kommt zu der alles entscheidenden Schlacht auf der Burg, wobei die Franzosen unterliegen. Doch im allgemeinen Durcheinander erkennt Alois seine Katl in der französischen Uniform nicht und erschießt sie versehentlich.

## Produktionsnotizen
Speckbacher entstand ab Sommer 1912 bis unmittelbar vor Jahresende vor Ort in Tirol an den originalen Schauplätzen der historisch belegten Vorgänge im Tirol des Jahres 1809. Drehorte waren u. a. das Zillertal, Burg Kropfsberg bei Brixlegg und der Reitherkogel. Mit rund 2000 Statisten war Speckbacher einer der aufwendigsten Kinofilme Österreich-Ungarns vor dem Ersten Weltkrieg. Zum Einsatz für die Filmaufnahmen kamen überwiegend Originalwaffen aus der Zeit gut einhundert Jahre zuvor; Ferdinand Exl als Speckbacher durfte den vom Andreas-Hofer-Museum zur Verfügung gestellten Originalsäbel Speckbachers als Requisite tragen. Die Soldaten-Statisten wurden gestellt von den Schützenkompanien Alpbach, Brixlegg, Hopfgarten, Kramsach, Münster, Schwaz, Wörgl sowie den Landsturmgruppen Häring, Hopfgarten, Westendorf, Wildschönauer „Sturmlöda“ und Voldeser Sensler.
Der Film besaß drei Akte und war 782 Meter lang. Die Produktionssumme belief sich auf etwa 60.000 Kronen. Er wurde am 28. Februar 1913 in Wien einem Massenpublikum vorgestellt. Die enormen Kosten konnten jedoch nicht mehr eingespielt werden und brachten den Konkurs der speziell für dieses Projekt gegründeten Filmgesellschaft.
Wie sehr auch über einhundert Jahre nach den geschilderten Ereignissen die Erinnerung an die französische Besatzungszeit in den Köpfen der Tiroler Bevölkerung steckte, bekamen die Tiroler Statisten in den französischen Uniformen körpernah zu spüren, wie die Nordtiroler Zeitung zu berichten wusste: „Freilich Leichen gab’s keine, aber g'rafft wurde ganz net, denn der Anblick der französischen Uniformen setzte das Tiroler Blut so in Wallung, daß die tapferen Mander ganz vergaßen, es steckten in der welschen Maskerade auch Landsleute drinnen und so bekamen denn die Tiroler Franzosen in der 'Hitze des Gefechtes' zu ihrem Freibiere und ihrem freien Mittagstische noch eine ganz schöne Tracht Prügel.“
Der Film galt lange Zeit als verschollen, konnte aber mit Funden im Filmarchiv Austria und in den Beständen des National Film and Television Archives in London nahezu vollständig rekonstruiert werden. Die feierliche Wiederaufführung erfolgte genau 200 Jahre nach den geschilderten Ereignissen, am 12. Oktober 2009 im Leokino Innsbruck.

## Rezeption
Die Filmpremiere am 28. Februar 1913 wurde zu einem Sensationserfolg. Die internationale Presse lobte den Film in höchsten Tönen und hob vor allem die imposante Naturkulisse und die Monumentalität des Filmes hervor.
„Diese ergreifende Handlung ist nicht das Sehenswerte, das Wundersame an diesem Film, aber die prächtige Massenszene ergreift ganz seltsam und eigenartig dadurch, dass sie uns Dinge greifbar vor Augen führen, die wir bisher nur aus Büchern und toten Bildern kannten: da laufen die Tiroler Helden zum Sturm und stolz flattert in der sonnigen Bergluft die Fahne mit dem blutroten Adler, da gehen die Weiber knapp hinter ihren Männern und tragen ihre Stutzen gerade so wie diese. Und dann rollen wieder Steinlawinen nieder, mitten in die Feinde hinein und reißen sie in schreckliche Knäuel mit...“

„Ueber den Film, dessen Vorwurf und Entstehungsgeschichte wir schon zu wiederholtenmalen berichtet haben, brauchen wir wohl keine weiteren Worte zu verlieren. Er hat allgemein sehr gut gefallen.“